# 닛산 데이즈
닛산 데이즈는 일본의 미쓰비시자동차공업이 생산하고 닛산 자동차가 판매하는 경자동차이다.

## 1세대

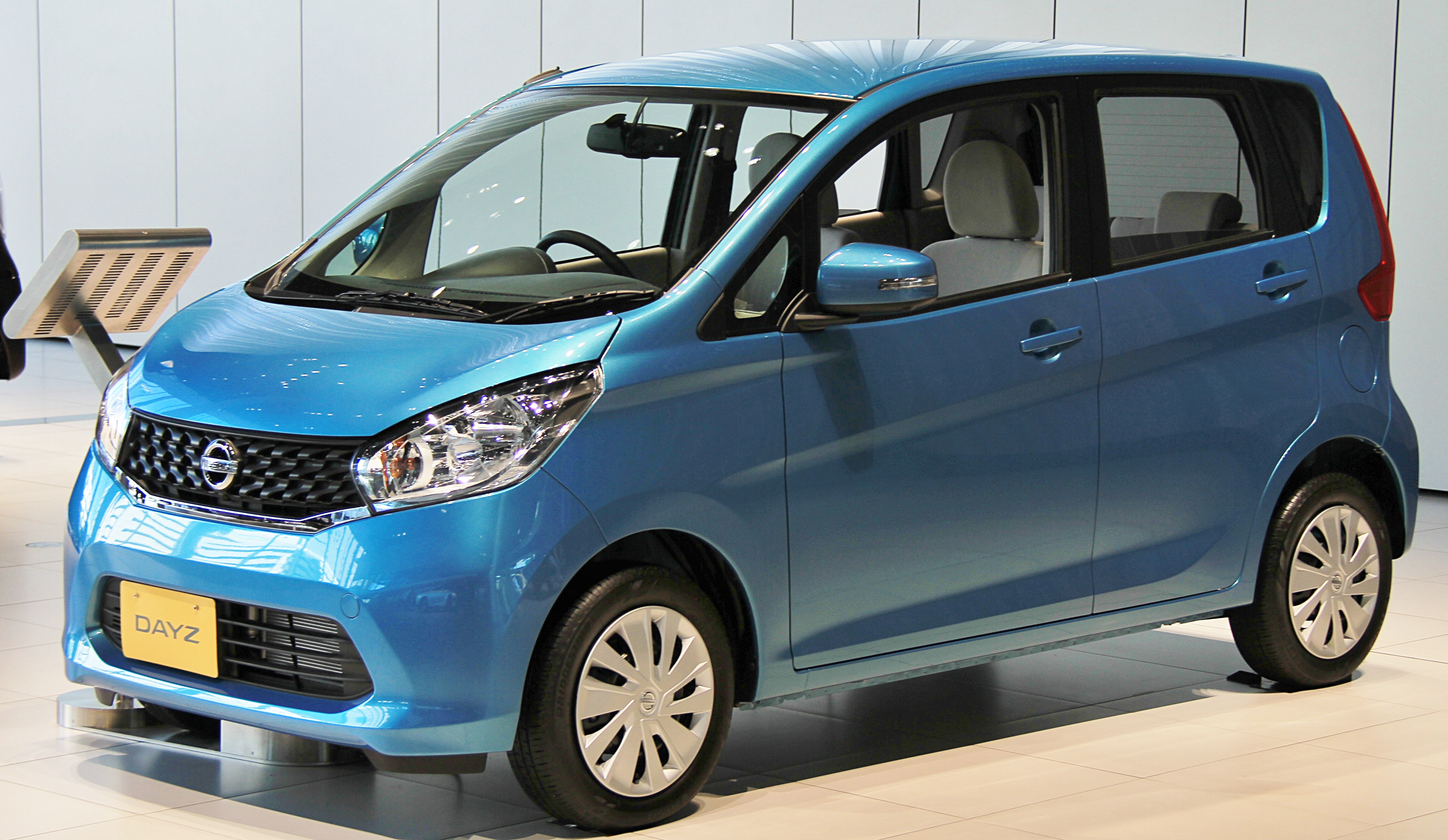
데이즈 전면부

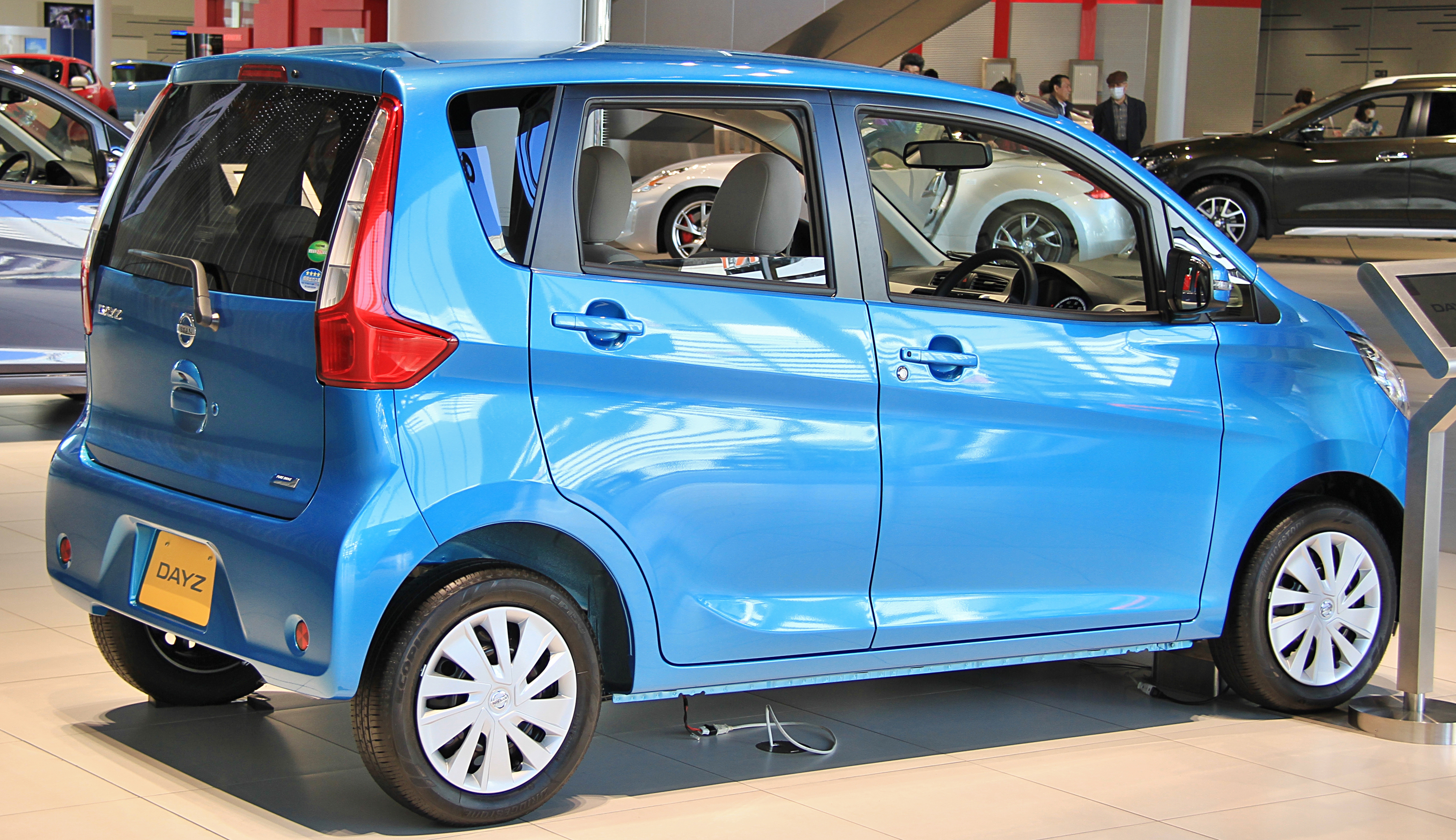
데이즈 후면부

닛산 자동차와 미쓰비시자동차공업이 합작으로 설립한 NMKV에서 개발되었으며, 종전의 오티가 판매 기간 중 말년에 엔진 리콜이 빈발하였던 탓에 데이즈로 명칭을 변경하였다. 2013년 형제차인 미쓰비시 eK와 함께 공개되었으며, eK의 커스텀에 대응하는 사양은 데이즈에서는 하이웨이 스타로 명명되었다. 2015년에 마이너체인지를 거쳤다.

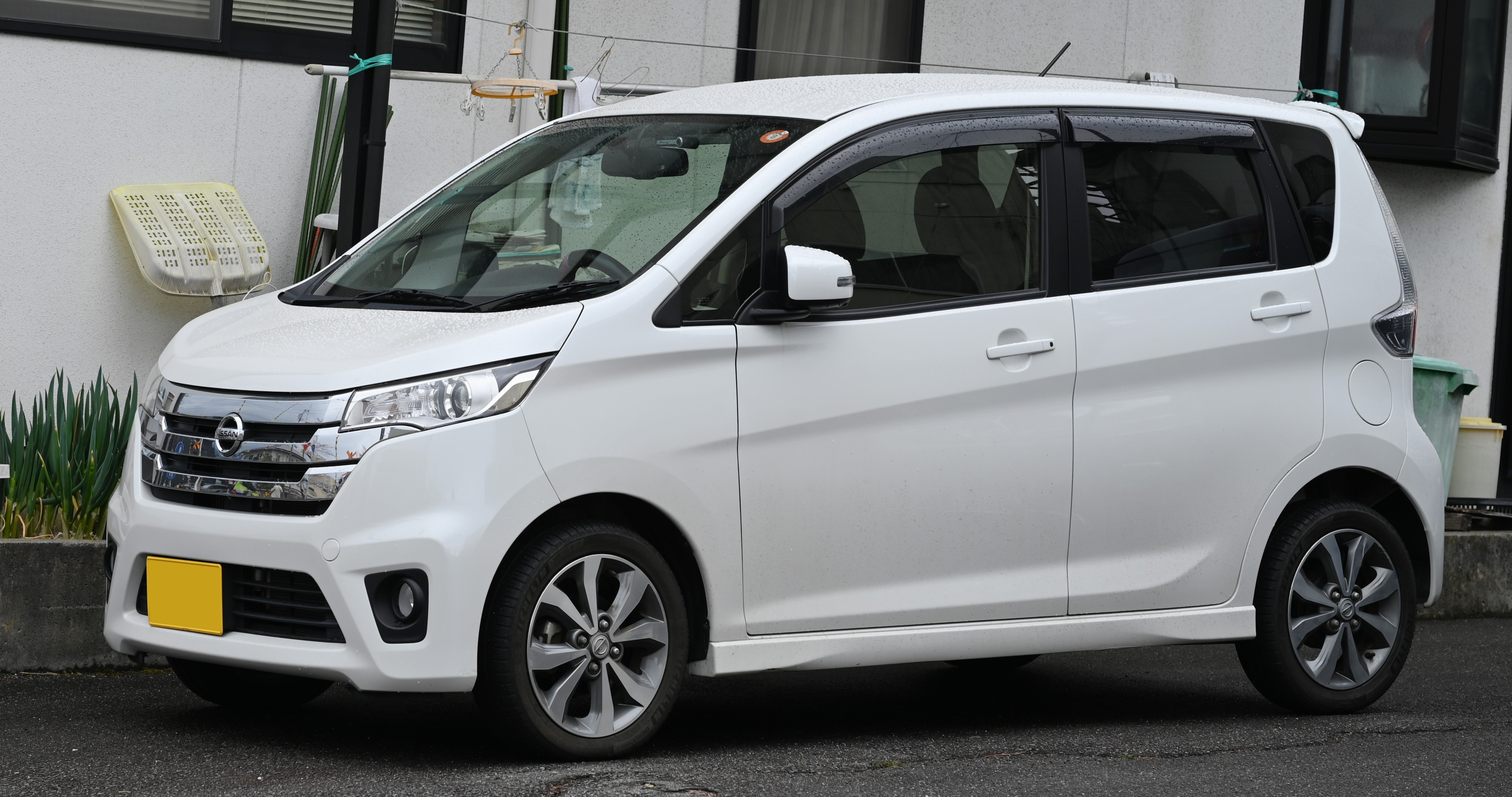
하이웨이 스타 전면부
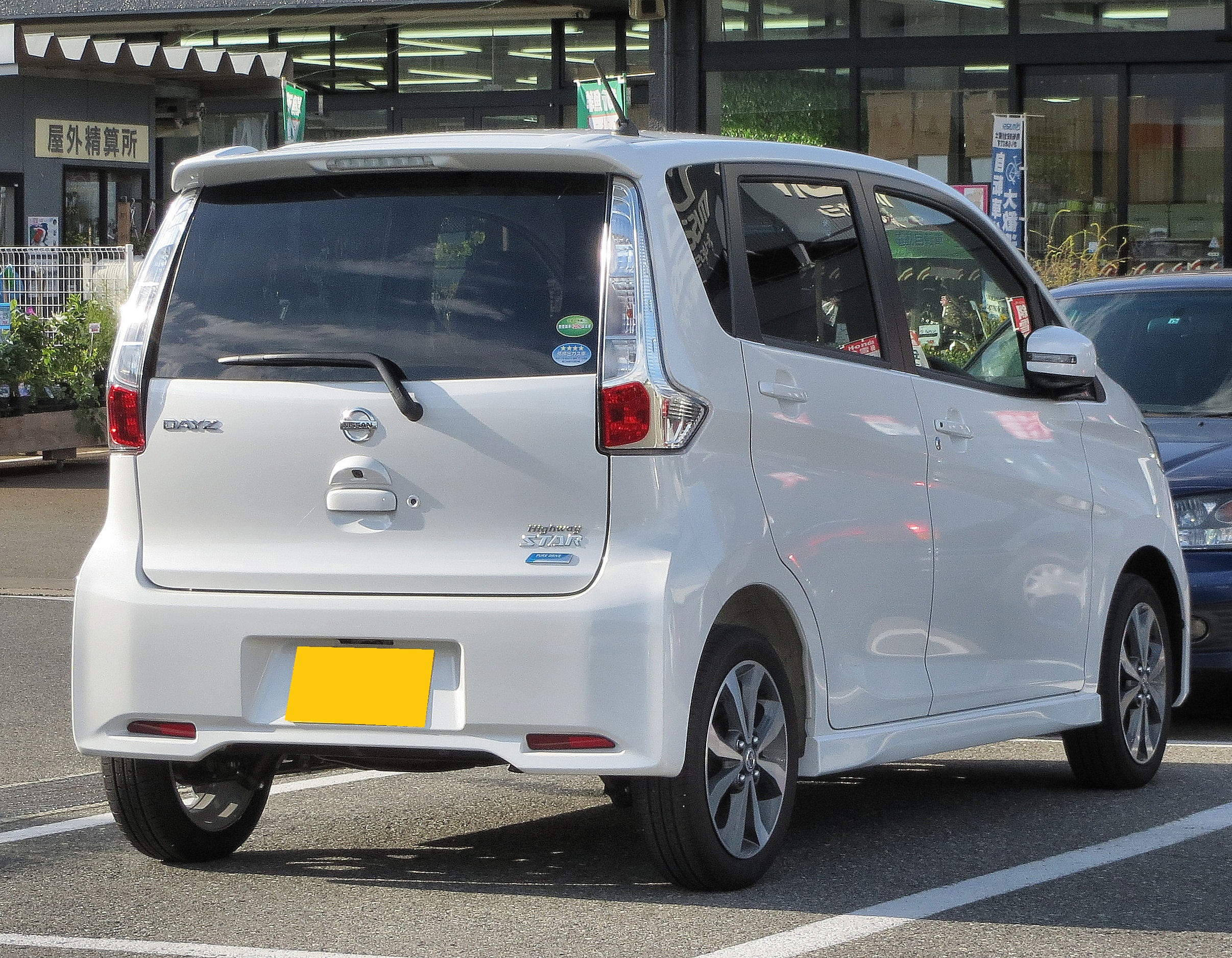
하이웨이 스타 후면부

## 2세대

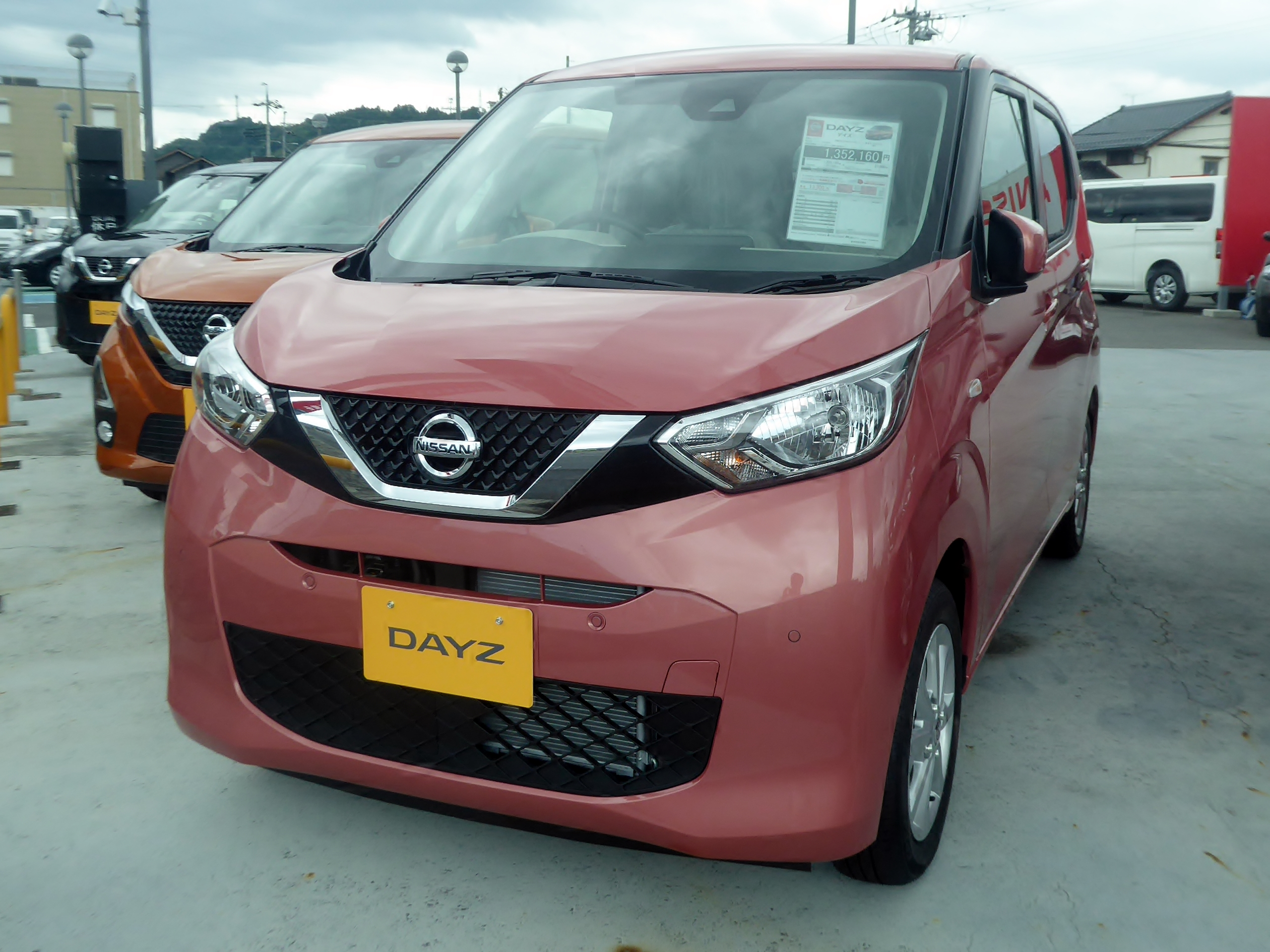
데이즈 전면부

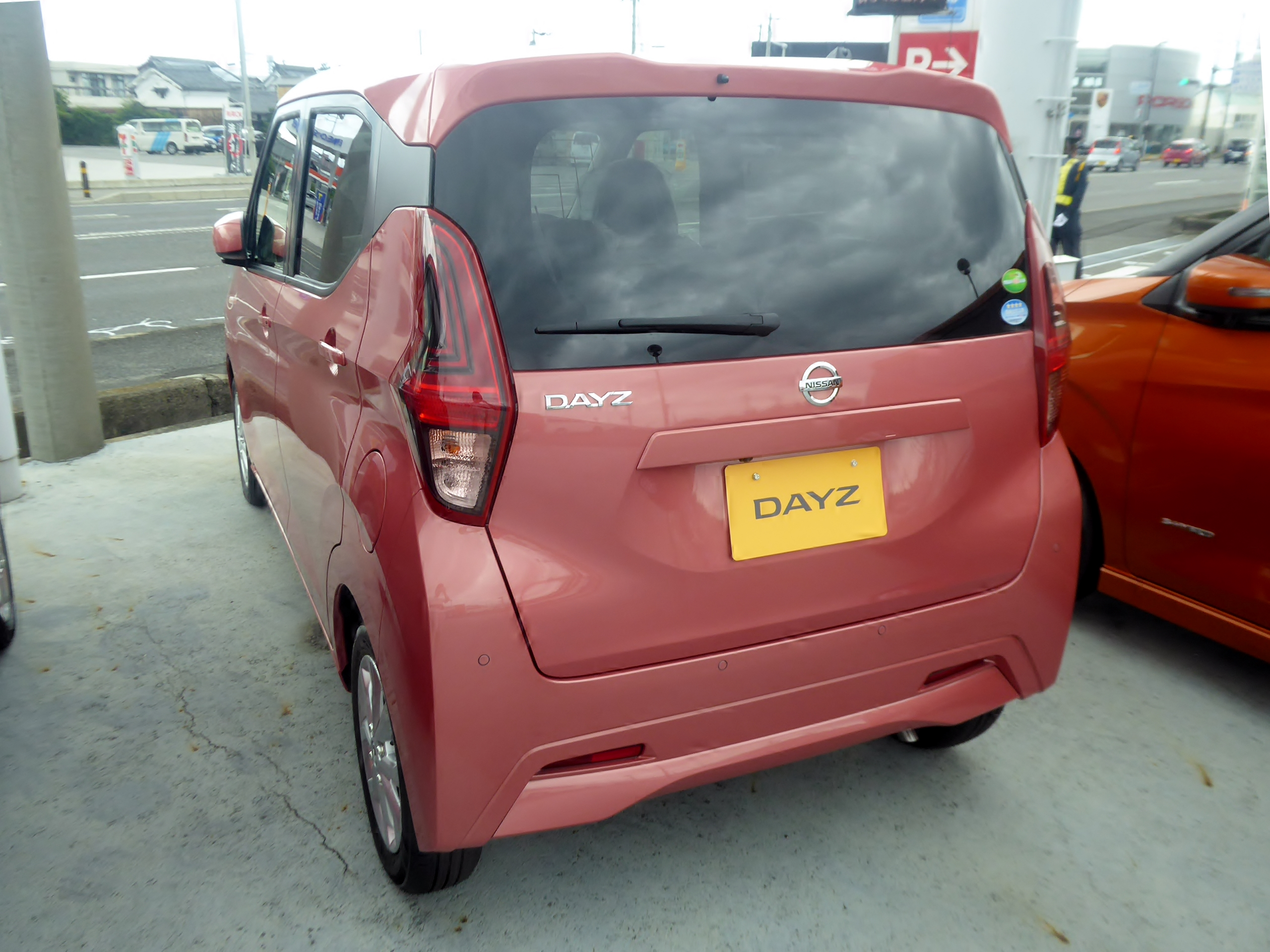
데이즈 후면부

2019년에 출시되었으며, 전세대의 디자인이 미쓰비시 eK에서 디테일만 조금 변경하였던 것과는 다르게 전면부에 V모션 디자인을 적용하는 등 차별성을 꾀하였다. 또한, 커스텀을 폐지하고 크로스를 추가한 eK와 다르게 하이웨이 스타 사양을 그대로 유지한다. 미쓰비시가 르노-닛산 얼라이언스에 인수됨에 따라서 닛산 CMF-A 플랫폼을 기반으로 하여 개발되었고, 기존의 3B2형 엔진 대신 닛산 BR엔진을 장착하였다. 동년에 미쓰비시 eK와 함께 2019-2020 일본 카 오브 더 이어 '스몰 모바일 부문 상'을 수상했다.

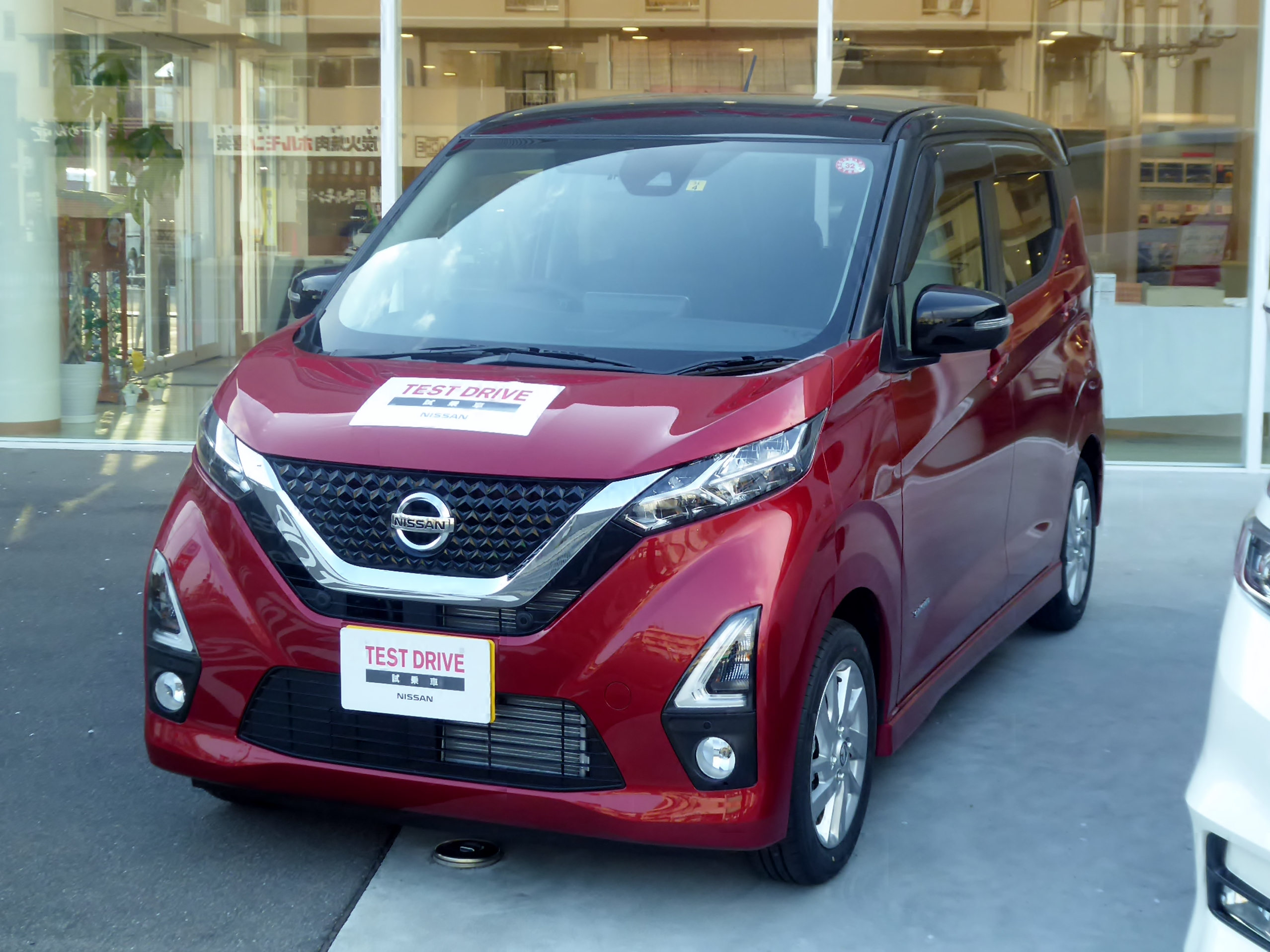
하이웨이 스타 전면부
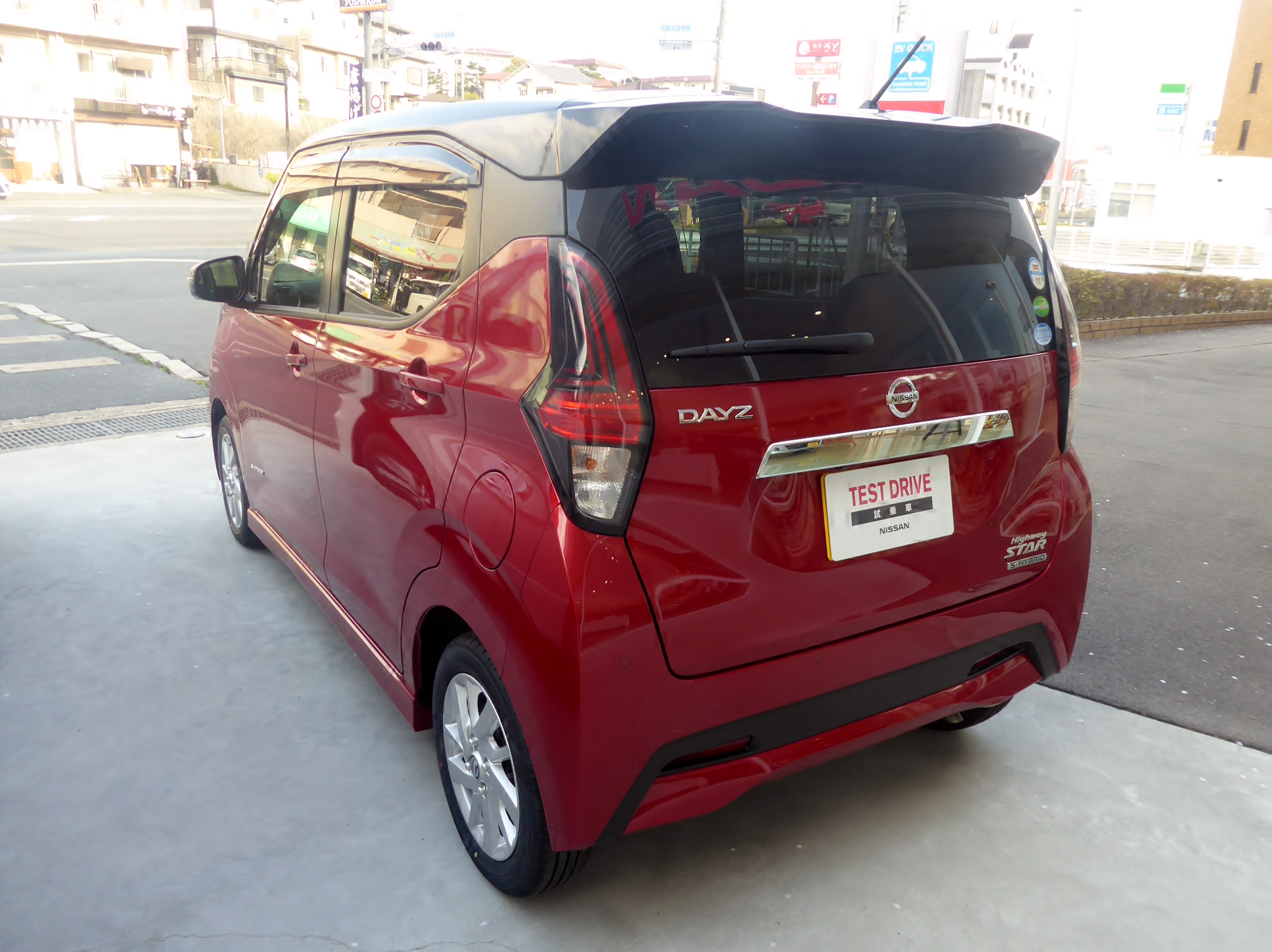
하이웨이 스타 후면부

## 같이 보기
- 닛산 오티 - 선행 차종
- 미쓰비시 eK - 형제 차종
- 닛산 데이즈 룩스/룩스 - 파생형 차종